# Стефан Маљковић
Стефан (Стјепан) Маљковић (1620—1675?) је био чувени морлачки заповедник и јунак епских народних песама. Потицао је из угледне српске породице Маљковић, која је према предању дошла са Косова и Метохије и која се преко црногорских брда и Босне доселила у пределе Далмације и Лике, где су били војни граничари Млетачке републике, а касније и Аустријског царства.

### Детињство и младост
Стефан се родио 20-их година 17. века у Равним Котарима. Првобитно је ратовао на страни Млетачке републике да би после сукоба са једним народним кнезом прешао у Лику у село Здјелар где поче ратовати са личким Мустај бегом. Стјепан је у епским песмама приказан као неустрашив јунак којег прате његови ратници - „раја од две до три стотине пушака, са ледењацима и шездесет коњаника". Млетачки историчар Гирламо Брусони у својој књизи „Historia dell’ ultima guerra tra Veneziani e Turchi“ спомиње Стефана Маљковића „Stefano Malcouich Morlacco, principale in quei confini“ (Стефан Маљковић Морлак, поглавица на овим границама). Ту је описан као морлачки поглавица на далматинским границама у једној бици из 5.јуна 1657. године.

### Епска књижевност
Стефан (Стјепан) Маљковић нарочито се спомиње у личким муслиманским народним песмама које су настале за време турске владавине Ликом(1527—1687). Након турског повлачења из Лике, епске песме су пренете у Босанску Крајину где се данас чувају међу муслиманским живљем. Стјепан се помиње у 15 епских песама:
1. „Маљковић Стипан избавља Мерданагића Мују"[2]
2. „Женидба Бојчић - Делалије и личког Мустајбега"[3]
3. „Женидба двају Ћејванагића"[4]
4. „Женидба Кумалијћа Мујаге"[5]
5. „Боснић Новљанин освећује ујака и побратима"[6]
6. „Мехмедбег у сужањству и Врцић бајрактар"[7]
7. „Глумчевић Алија и бербер-удовица"[8]
8. „Јанковић Стојан удаје посестриму Туркињу"[9]
9. „Ајка Бајагића избавља браћу"[10]
10. „Невјера племена Козлица"[11]
11. „Бабић Османага жени шуру Ченгић-Алибега"[12]
12. „Умија Козлића и Танковић Осман"[13]
13. „Југ Брињанин удара на Рибник"[14]
14. „Женидба Хрњице Мује с Малтешкињом"[15]
15. „Лички Мустајбег брани Удбину"[16]

Стефан Маљковић је живео у свом чардаку у месту Здјелару о чему и сведочи десетерачка народна песма:
Маљковићу, Богом побратиме,
Јеси л'дома у кули каменој
Бијеле дворе Маљковић Стипане
Оде Стипан своме белом двору
Већ му с'жарко постушћало сунце,
Кад угледа чардак од дрвета
Он окрену дрвену чардаку
По авлији глену Стјепановој ...

### Крај живота
Стјепан је имао седморицу синова: Матеју, Милована, Тодора, Михајла, Илију, Радосава и Јована, који су касније били граничари Војне крајине.
Стјепан је умро у селу Могорић између 1670. и 1680. године и важи за једног од истакнутих личности међу Крајишким Србима али је такође поштован и од стране Хрвата и муслимана Босанске Крајине.